# 利恩茨多洛米蒂山脈

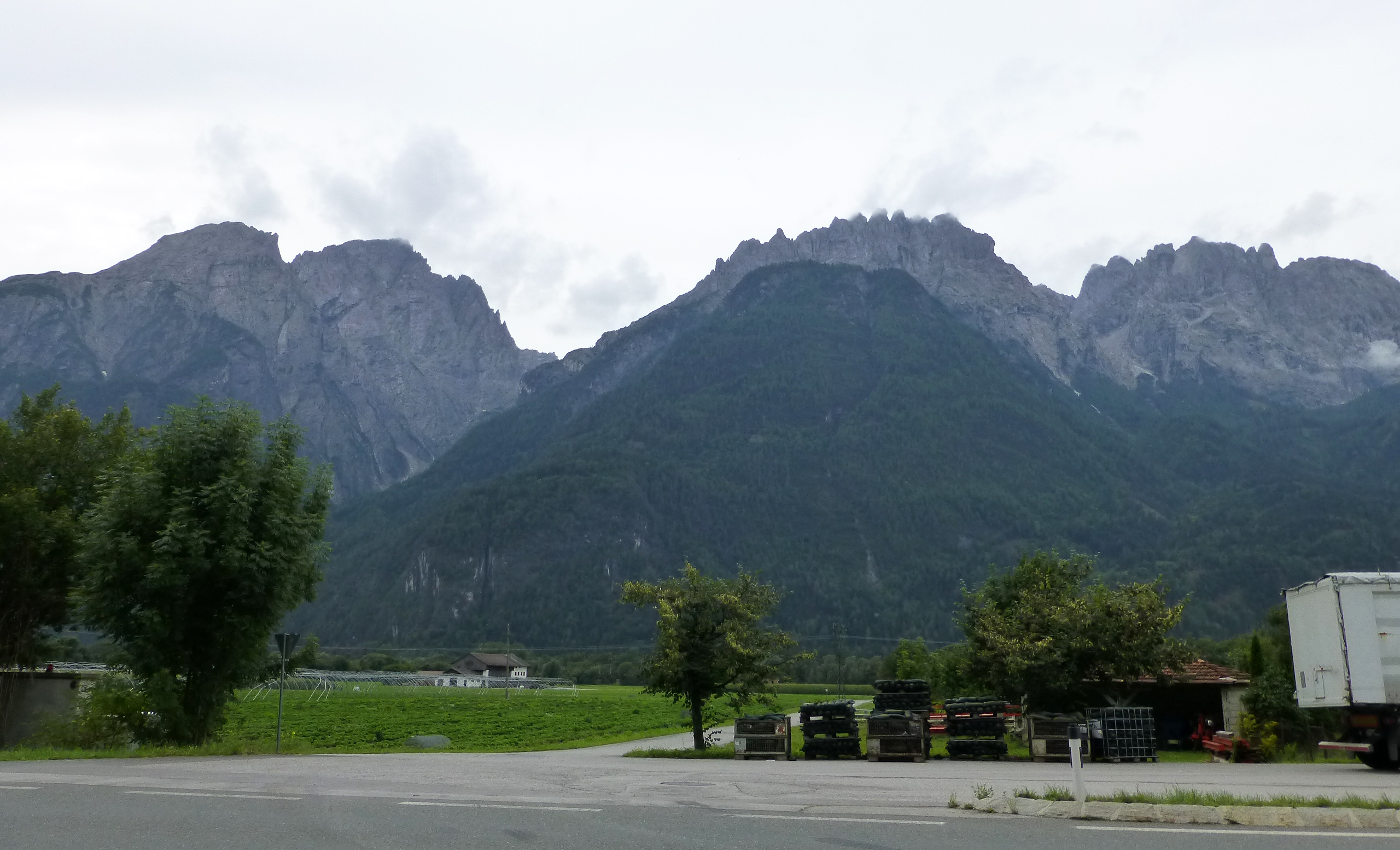

46°45′25″N 12°45′00″E / 46.7570°N 12.75010°E
利恩茨多洛米蒂山脈（德語：Lienz Dolomites），是奧地利的山峰，位於該國南部，處於蒂羅爾州和克恩頓州接壤的邊界，屬於蓋爾塔爾阿爾卑斯山脈的一部分，海拔高度2,770米。